# Katunje (Okhaldhunga)
Katunje – gaun wikas samiti we wschodniej części Nepalu w strefie Sagarmatha w dystrykcie Okhaldhunga. Według nepalskiego spisu powszechnego z 2001 roku liczył on 885 gospodarstw domowych i 4446 mieszkańców (2283 kobiet i 2163 mężczyzn).